# Драгочај
Драгочај је насељено мјесто и сједиште мјесне заједнице на подручју града Бање Луке, Република Српска, БиХ. Према подацима пописа становништва 2013. године, у овом насељеном мјесту је пописано 2.275 лица.

## Географски положај
Налази се сјеверозападно од центра града, у правцу Козаре и Приједора. Кроз Драгочај пролази пут и жељезничка пруга који повезују Бању Луку и Приједор. Ова мјесна заједница обухвата насељена мјеста Драгочај, Рамићи и Барловци, а од 2010. и дио насељеног мјеста Залужани.

## Историја
У Драгочају су усташе прије 1. августа 1941. извршиле масовно хапшење Срба. Усташе су Србе након хапшења затварали у куће и убијали их пушчаним и митраљеским мецима које су испаљивали у врата и прозоре кућа. Усташе су Србе убијале и хладним оружјем попут крампова и лопата.

## Образовање
Основна школа „Десанка Максимовић“ постоји од 1909. године.

## Становништво
|             | 1991.          | 1981.          | 1971.          |
| Укупно      | 2 578 (100,0%) | 2 553 (100,0%) | 2 728 (100,0%) |
| Хрвати      | 1 890 (73,31%) | 1 845 (72,27%) | 2 117 (77,60%) |
| Срби        | 478 (18,54%)   | 454 (17,78%)   | 598 (21,92%)   |
| Југословени | 141 (5,469%)   | 138 (5,405%)   | –              |
| Остали      | 48 (1,862%)    | 115 (4,505%)   | 9 (0,330%)     |
| Бошњаци     | 21 (0,815%)1   | 1 (0,039%)1    | –              |
| Црногорци   | –              | –              | 4 (0,147%)     |

1. 1 На пописима од 1971. до 1991. Бошњаци су пописивани углавном као Муслимани.

| Демографија | Демографија | Демографија |
| Година      | Становника  | Становника  |
| ----------- | ----------- | ----------- |
| 1948.       | 3.021       |             |
| 1953.       | 2.971       |             |
| 1961.       | 2.836       |             |
| 1971.       | 2.728       |             |
| 1981.       | 2.553       |             |
| 1991.       | 2.569       |             |
| 2013.       | 2.275       |             |

## Галерија
- Мјесна заједница Драгочај до 2010. године